# Karbimazol
Karbimazol (łac. carbimazolum) – wielofunkcyjny organiczny związek chemiczny, heteroaromatyczna, pięcioczłonowa pochodnia tiomocznika o szkielecie imidazolu, prolek, stosowany w leczeniu nadczynności tarczycy.

## Mechanizm działania biologicznego
Karbimazol po wchłonięciu szybko i całkowicie ulega przekształceniu do tiamazolu, który hamuje wbudowywanie jodu do tyrozyny w tyreoglobulinie i sprzęganie cząsteczek 3-jodotyrozyny i 3,5-dijodotyrozyny, co w efekcie końcowym prowadzi do zmniejszenia produkcji hormonów tarczycy.

## Zastosowanie medyczne
- nadczynność tarczycy[6]
- przygotowanie do zabiegu wycięcia tarczycy[6]
- wspomaganie leczenia jodem promieniotwórczym[6]

Karbimazol znajduje się na wzorcowej liście podstawowych leków Światowej Organizacji Zdrowia (WHO Model Lists of Essential Medicines) (2019).
Karbimazol nie jest dopuszczony do obrotu w Polsce (2020).

## Działania niepożądane
Karbimazol najczęściej może powodować następujące działania niepożądane (dokładna częstość występowania objawów niepożądanych nie jest znana): artralgia, ból głowy, łagodne zaburzenia ze strony przewodu pokarmowego, nudności, świąd oraz wysypka.
Działania niepożądane występują najczęściej w ciągu pierwszych ośmiu tygodni i są zwykle o łagodnym przebiegu i samoistnie ustępujące.